# Åsarp
Åsarp is een plaats in de gemeente Falköping in het landschap Västergötland en de provincie Västra Götalands län in Zweden. De plaats heeft 579 inwoners (2005) en een oppervlakte van 89 hectare.

## Verkeer en vervoer
Bij de plaats loopt de Riksväg 46.